# 1954-es Formula–1 argentin nagydíj
Az argentin nagydíj volt az 1954-es Formula–1 világbajnokság szezonnyitó futama, amelyet 1954. január 17-én rendeztek meg az argentin Autódromo Oscar Alfredo Gálvezen, Buenos Airesben.

## Futam
Az évad első futamát, akárcsak egy évvel korábban, Argentínában rendezték, Buenos Airesben. A pole pozíciót Nino Farina szerezte meg a Ferrarival, mögötte a hazai pályán versenyző csapattársa, José Froilán González indult, harmadik helyről a szintén argentin Fangio rajtolt. A versenyt végül a hazai közönség nagy kedvence, a Maestro nyerte meg Farina előtt, a dobogó harmadik fokára is argentin versenyző állhatott González személyében, aki a verseny leggyorsabb körét is megfutotta. Hawthorn a negyedik helyről rajtolt, de diszkvalifikálták, mert a startnál korán indult.
| Helyezés | Rajtszám | Versenyző             | Csapat/Motor | Futott kör | Idő/Kiesés oka         | Rajthely | Pont |
| -------- | -------- | --------------------- | ------------ | ---------- | ---------------------- | -------- | ---- |
| 1        | 2        | Juan Manuel Fangio    | Maserati     | 87         | 3h00:55.8              | 3        | 8    |
| 2        | 10       | Nino Farina           | Ferrari      | 87         | + 1:19.0               | 1        | 6    |
| 3        | 12       | José Froilán González | Ferrari      | 87         | + 2:01.0               | 2        | 5    |
| 4        | 26       | Maurice Trintignant   | Ferrari      | 86         | + 1 kör                | 5        | 3    |
| 5        | 20       | Élie Bayol            | Gordini      | 85         | + 2 kör                | 15       | 2    |
| 6        | 28       | Harry Schell          | Maserati     | 84         | + 3 kör                | 11       |      |
| 7        | 8        | Prince Bira           | Maserati     | 83         | + 4 kör                | 10       |      |
| 8        | 30       | Toulo de Graffenried  | Maserati     | 83         | + 4 kör                | 13       |      |
| 9        | 16       | Umberto Maglioli      | Ferrari      | 82         | + 5 kör                | 12       |      |
| KN       | 18       | Jean Behra            | Gordini      | 61         | Kizárva (rajtkiugrás)  | 17       |      |
| KN       | 14       | Mike Hawthorn         | Ferrari      | 52         | Kizárva (rajtkiugrás)  | 4        |      |
| Ki       | 4        | Onofre Marimón        | Maserati     | 48         | Motorhiba              | 6        |      |
| Ki       | 32       | Roberto Mieres        | Maserati     | 37         | Olajszivárgás          | 8        |      |
| Ki       | 22       | Roger Loyer           | Gordini      | 19         | Olajnyomás             | 16       |      |
| Ki       | 34       | Jorge Daponte         | Maserati     | 19         | Váltóhiba              | 18       |      |
| Ki       | 24       | Louis Rosier          | Ferrari      | 1          | Baleset                | 14       |      |
| NI       | 6        | Luigi Musso           | Maserati     |            | Nem indult (motorhiba) | 7        |      |
| NI       | 36       | Carlos Menditéguy     | Maserati     |            | Nem indult (motorhiba) | 9        |      |

## Statisztikák
Versenyben vezető helyen: Giuseppe Farina 16 (1-14 / 63-64), José Froilán González 32  (15-32 / 47-58 / 61-62), Mike Hawthorn 2 (33-34), Juan Manuel Fangio 37 (35-46 /  59-60 / 65-87)
- Nino  Farina 5., utolsó pole pozíciója
- González 4. leggyorsabb köre
- Fangio 8.  győzelme
- Maserati 2. győzelme.